# The Cars (album)
The Cars – pierwszy studyjny album nowofalowego zespołu The Cars, wydany w roku 1978. 

## Lista utworów
| 1. | Good Times Roll             | 3.44  |
|    |                             |       |
| 2. | My Best Friend’s Girl       | 3.44  |
|    |                             |       |
| 3. | Just What I Needed          | 3.44  |
|    |                             |       |
| 4. | I’m In Tuch With Your Word  | 3.31  |
|    |                             |       |
| 5. | Don’t Cha Stop              | 3.01  |
|    |                             |       |
| 6. | You’re All I’ve Got Tonight | 4.13  |
|    |                             |       |
| 7. | Bye Bye Love                | 4.14  |
|    |                             |       |
| 8. | Moving In Stereo            | 5.15  |
|    |                             |       |
| 9. | All Mixed Up                | 4.14  |
|    |                             |       |
|    |                             | 35:40 |
|    |                             |       |
Wszystkie piosenki napisane przez Ricka Ocaseka, oprócz "Moving In Stereo" - Ric Ocasek i Greg Hawkes.

## Twórcy
- Ric Ocasek - śpiew, gitara rytmiczna
- Benjamin Orr - śpiew, bas
- David Robinson - perkusja, bębny, chórki
- Elliot Easton - gitara prowadząca, chórki
- Greg Hawkes - keyboard, perkusja, saksofon, chórki

## Single
- Just What I Needed - wydany w maju 1978 roku
- My Best Friend's Girl - wydany w październiku 1978 roku
- Good Times Roll - wydany w marcu 1979 roku

## Produkcja
- Roy Thomas Baker - producent
- Geoff Workman, Nigel Walker - inżynierzy
- George Marino - mastering
- Ron Coro - dyrektor artystyczny
- Elliot Gilbert - fotograf